# شامساوات
الشامساوات (الاسم العلمي: Heliothinae) هي أسرة من الحشرات تتبع فصيلة الليليات من الرتبة حرشفيات الأجنحة.

## أجناس
- الشامسة